# Lijst van voetbalinterlands Botswana - Mozambique
Deze lijst van voetbalinterlands is een overzicht van alle officiële voetbalwedstrijden tussen de nationale teams van Botswana en Mozambique. De landen hebben tot op heden negentien keer tegen elkaar gespeeld. De eerste ontmoeting was een kwalificatiewedstrijd voor de Afrika Cup 1996 op 16 oktober 1994 in Maputo. Het laatste duel, een groepswedstrijd tijdens de COSAFA Cup 2024, werd gespeeld in Port Elizabeth (Zuid-Afrika) op 2 juli 2024.

## Wedstrijden
| №  | Plaats         | Datum            | Competitie                   | Wedstrijd             | Uitslag |
| -- | -------------- | ---------------- | ---------------------------- | --------------------- | ------- |
| 1  | Maputo         | 16 oktober 1994  | Afrika Cup 1996 kwalificatie | Mozambique − Botswana | 3 − 1   |
| 2  | Gaborone       | 23 april 1995    | Afrika Cup 1996 kwalificatie | Botswana − Mozambique | 0 − 3   |
| 3  | Gaborone       | 21 januari 1998  | COSAFA Cup 1998              | Botswana − Mozambique | 1 − 2   |
| 4  | Gaborone       | 2 augustus 1998  | Afrika Cup 2000 kwalificatie | Botswana − Mozambique | 0 − 0   |
| 5  | Maputo         | 15 augustus 1998 | Afrika Cup 2000 kwalificatie | Mozambique − Botswana | 2 − 1   |
| 6  | Gaborone       | 30 mei 1999      | COSAFA Cup 1999              | Botswana − Mozambique | 0 − 2   |
| 7  | Lobamba        | 1 juni 2000      | Vriendschappelijk            | Botswana − Mozambique | 2 − 0   |
| 8  | Maseru         | 11 maart 2001    | Vriendschappelijk            | Mozambique − Botswana | 3 − 1   |
| 9  | Maputo         | 26 mei 2004      | Vriendschappelijk            | Mozambique − Botswana | 0 − 0   |
| 10 | Maputo         | 8 juni 2008      | WK 2010 kwalificatie         | Mozambique − Botswana | 1 − 2   |
| 11 | Secunda        | 27 juli 2008     | COSAFA Cup 2008              | Botswana − Mozambique | 0 − 2   |
| 12 | Gaborone       | 11 oktober 2008  | WK 2010 kwalificatie         | Botswana − Mozambique | 0 − 1   |
| 13 | Maputo         | 3 maart 2010     | Vriendschappelijk            | Mozambique − Botswana | 0 − 1   |
| 14 | Maputo         | 9 februari 2011  | Vriendschappelijk            | Mozambique − Botswana | 1 − 1   |
| 15 | Lobatse        | 29 maart 2015    | Vriendschappelijk            | Botswana − Mozambique | 1 − 2   |
| 16 | Saulspoort     | 28 mei 2015      | COSAFA Cup 2015              | Botswana − Mozambique | 1 − 2   |
| 17 | Francistown    | 16 november 2023 | WK 2026 kwalificatie         | Botswana − Mozambique | 2 − 3   |
| 18 | Johannesburg   | 8 januari 2024   | Vriendschappelijk            | Botswana − Mozambique | 1 − 1   |
| 19 | Port Elizabeth | 2 juli 2024      | COSAFA Cup 2024              | Mozambique − Botswana | 3 − 1   |

## Samenvatting
| Competitie              | Totaal gespeeld | Winst Botswana | Gelijk | Winst Mozambique | Doelsaldo Botswana – Mozambique |
| ----------------------- | --------------- | -------------- | ------ | ---------------- | ------------------------------- |
| WK-kwalificatie         | 3               | 1              | 0      | 2                | 4 − 5                           |
| Afrika Cup-kwalificatie | 4               | 0              | 1      | 3                | 2 − 8                           |
| COSAFA Cup              | 5               | 0              | 0      | 5                | 3 − 11                          |
| Vriendschappelijk       | 7               | 2              | 3      | 2                | 7 − 7                           |
| Totaal                  | 19              | 3              | 4      | 12               | 16 − 31                         |

Wedstrijden bepaald door strafschoppen worden, in lijn met de FIFA, als een gelijkspel gerekend.